# Ablabesmyia mala
Ablabesmyia mala är en tvåvingeart som först beskrevs av Frederick Wollaston Hutton 1902.  Ablabesmyia mala ingår i släktet Ablabesmyia och familjen fjädermyggor. Inga underarter finns listade i Catalogue of Life.